# عين مخلوف
بلدية عين مخلوف هي إحدى بلديات ولاية قالمة الجزائرية. وفي التقسيم الإداري هي دائرة تضم بلديات عين مخلوف و بلدية تاملوكة و بلدية عين العربي. تقع شمال شرقي البلاد تبعد عن عاصمة الولاية بحوالي 55 كيلو وتقع وسط سلسلة هضاب محيطة بها، وتوجد جبال قريبة منها مثل:(جبل ماونة) وأقرب الولايات إليها هي مدينة قالمة وولاية عنابة الساحلية وقسنطية وسوق أهراس. علاوة على طابعها الصناعي والفلاحي والرعوي والغابي الذي يعطيها موقعا اقتصاديا واستراتيجيا هاما في الجزائر، وتعتبر منطقة عين مخلوف منطقة زراعية ورعوية من الدرجة العالية، مزدهرة بتاريخ عريق.

## الآثار
تم اكتشاف مؤخرا موقع يؤرخ للفترة الرومانية بمنطقة الهنشير وسط بلدية عين مخلوف ، وهذه المكتشفات تمثلت في حجارة رومانية وشقق فخارية ونصب جنائزي عليه كتابات لاتينية، تم تحويله إلى المتحف الموجود بالمسرح الروماني بمدينة قالمة. كما عرف شهر فبراير من السنة الجارية وحده، اكتشاف 3 مواقع أثرية ذات أهمية تاريخية كبيرة يُحتمل أن يعود واحد منها إلى فترة ما قبل التاريخ، وهذه المواقع كلها كانت محل معاينة من طرف فريق علمي مكون من خبراء المركز الوطني لعلوم الآثار.

## أحياء عين مخلوف
- حي صراط العيد
- حي بونمرة محمد الزين
- حي مسياد محمد الطاهر
- حي محمد بوضياف
- حي قرزيز العياشي
- حي زريف مخلوف
- حي عبد الحق بوكحيل
- حي غفار إسماعيل
- حي طلحى إسماعيل
- حي 20 أوت 1955
- حي زدام لعبيدي

## مساجد عين مخلوف

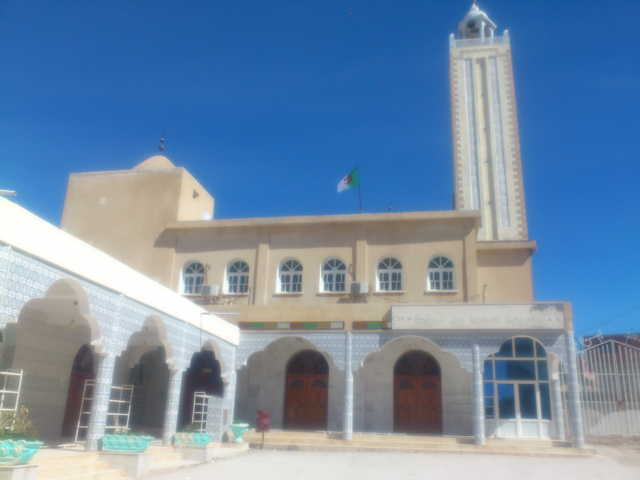
مسجد الحسين بن علي بن أبي طالب
- مسجد سعد بن معاذ
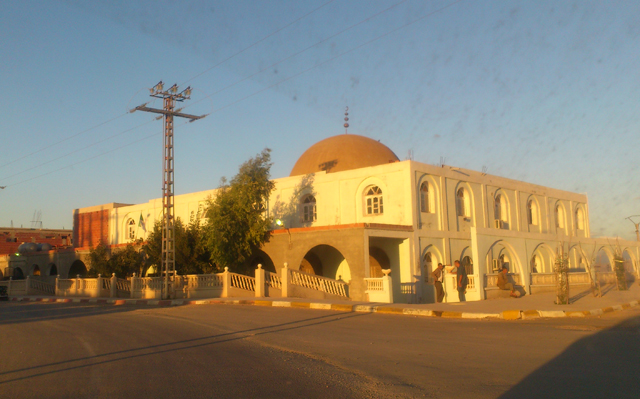
مسجد الشيخ مقراني

- مسجد سعد بن معاذ
- مسجد الشيخ المقراني

مسجد الحسين بن علي بن أبي طالب هو مسجد يقع في وسط مدينة عين مخلوف، الجزائر، وهو أكبر مسجد في المدينة، يحتوي على قاعة صلاة رجال، قاعة صلاة نساء، مائضة للرجال، مائضة للنساء، أقسام قرآنية، مسكن، المسجد يشهد إقامة الصلوات الخمس المفروضة على المسلمين. وتشهد صلاة الجمعة إقبالا أكبر كونها يجب أداءها في جماعة بعد الاستماع لخطبتين إضافة لكونها في يوم هو عطلة نهاية الأسبوع في أغلب الدول المسلمة، كما تصلى في بعض الأحيان صلاتي عيدي الفطر والأضحى. إلى جانب صلوات أخرى تخضع للمناسبات كصلاة التراويح في ليالي شهر رمضان وصلاة الجنازة على موتى المسلمين أو صلاة الاستسقاء لطلب المطر أو صلاة الخسوف والكسوف وغيرها من الصلوات الجماعية. مئذنته أندلسية الطابع ترتفع 25 متر.

## الموقع الجغرافي
تقع بلدية عين مخلوف حوالي (55 كلم جنوب قالمة) ويحدها من الشمال بلدية سلاوة عنونة ومن الشرق بلدية عين العربي ومن الغرب بلدية وادي الزناتي ومن الجنوب بلدية تاملوكة.

## سدود عين مخلوف
سد مجاز البقر (بالفرنسية: Medjez El Bgar) الواقع ببلدية عين مخلوف 56 كلم غرب ولاية قالمة بمبلغ قدره 6ر69 مليون دج ارتفعت طاقة استيعابه من 2.5 مليون متر مكعب إلى 10 ملايين متر مكعب و تم الترخيص باستغلال الثروة السمكية المتوفرة بسد مجاز بقر ببلدية عين مخلوف وهي أول رخصة تمنح على مستوى هذه المنشأة المائية حسبما علم اليوم الخميس لدى مديرية الصيد البحري والموارد الصيدية سد مجاز بقر مستعمل في ري ما يزيد عن 300 هكتار من الأراضي الفلاحية يتوفر على ثروة سمكية معتبرة لافتا إلى أن أهم أنواع السمك المتوفرة به تتمثل في سمك الباربو المتواجد طبيعيا بالموقع وكذا سمك الشبوط الصيني بفضل عملية الاستزراع التي تمت سنة 2001 .

## مقالات ذات صلة
- سد مجاز البقر
- مسجد الحسين بن علي بن أبي طالب
- وادي الشارف